# Atrina
jambonneau de mer, pinne marine
Genre
Les mollusques du genre Atrina sont appelés jambonneau de mer ou pinne marine dans le langage commun, et sont de proches parents des nacres. Ces animaux se fixent à des rochers à l'aide d'un byssus soyeux qui peut être tissé.

## liste des espèces appelées jambonneau de mer
Selon World Register of Marine Species (25 janvier 2017) :
- Atrina assimilis (Reeve, 1858)
- Atrina chautardi (Nicklès, 1953)
- Atrina chinensis (Deshayes, 1841)
- Atrina cumingii (Reeve, 1858)
- Atrina exusta (Gmelin, 1791)
- Atrina fragilis (Pennant, 1777)
- Atrina hystrix (Hanley, 1858)
- Atrina inflata (Dillwyn, 1817)
- Atrina japonica (Reeve, 1858)
- Atrina kinoshitai Habe, 1953
- Atrina lischkeana (Clessin, 1891)
- Atrina marquesana Schultz & M. Huber, 2013
- Atrina maura (G. B. Sowerby I, 1835)
- Atrina oldroydii Dall, 1901
- Atrina pectinata (Linnaeus, 1767)
- Atrina penna (Reeve, 1858)
- Atrina pini Schultz & M. Huber, 2013
- Atrina recta Dall, Bartsch & Rehder, 1938
- Atrina rigida (Lightfoot, 1786)
- Atrina seminuda (Lamarck, 1819)
- Atrina serra (Reeve, 1858)
- Atrina serrata (G. B. Sowerby I, 1825)
- Atrina squamifera (G. B. Sowerby I, 1835)
- Atrina strangei (Reeve, 1858)
- Atrina tasmanica (Tenison-Woods, 1876)
- Atrina teramachii Habe, 1953
- Atrina texta Hertlein, Hanna & Strong, 1943
- Atrina tuberculosa (G. B. Sowerby I, 1835)
- Atrina vexillum (Born, 1778)
- Atrina zelandica (Gray, 1835)

## Galerie

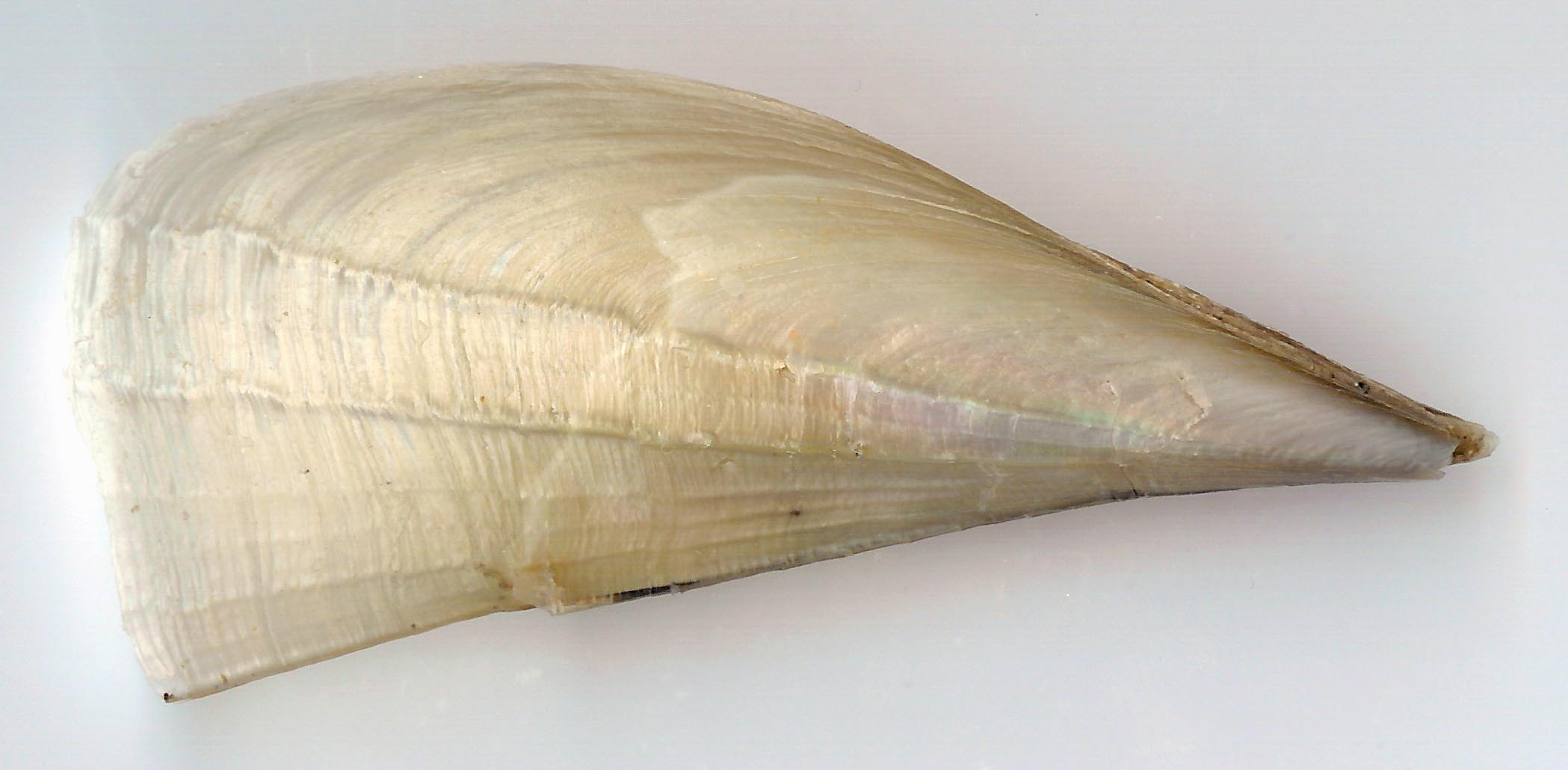
Atrina-fragilis
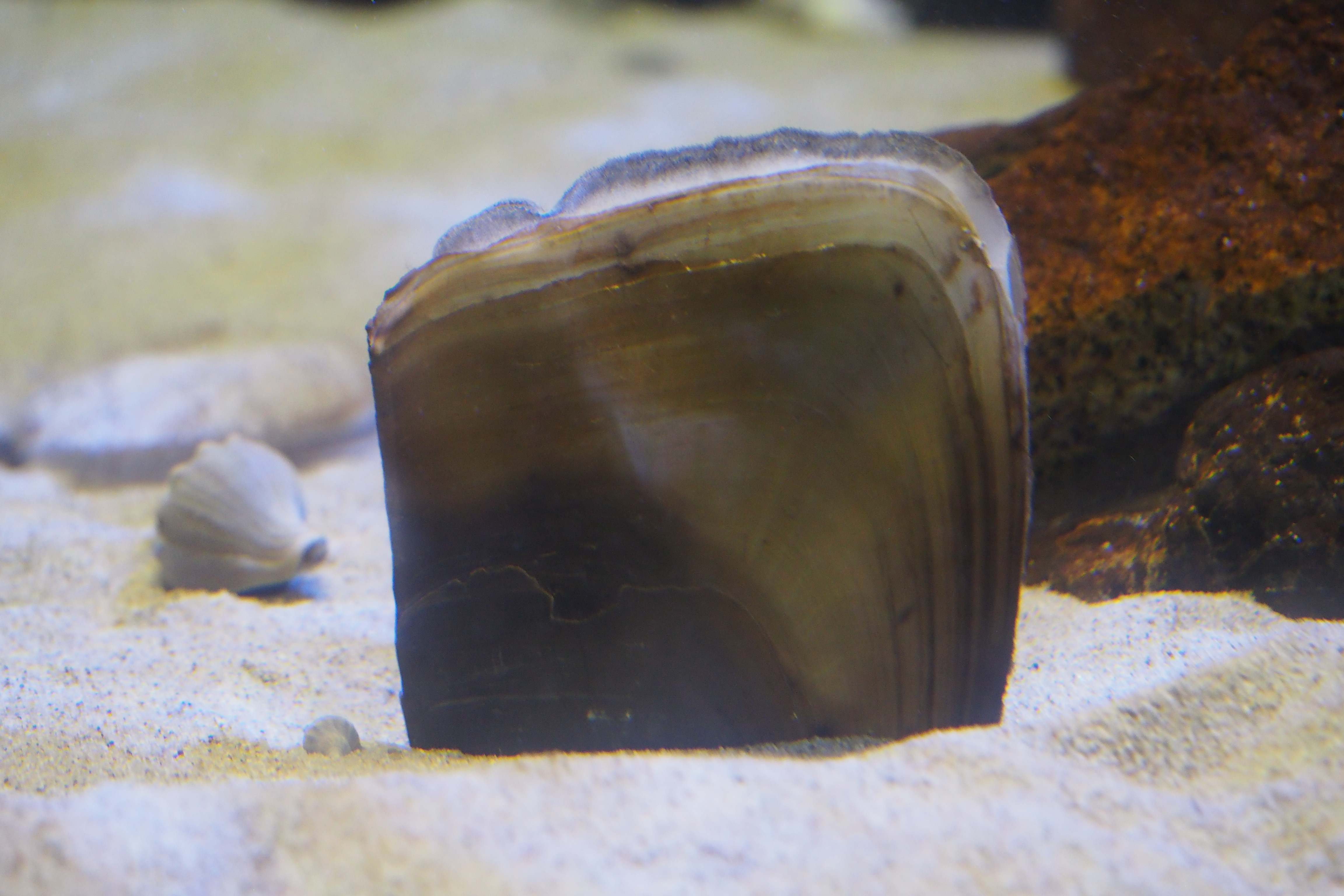
Atrina pectinata
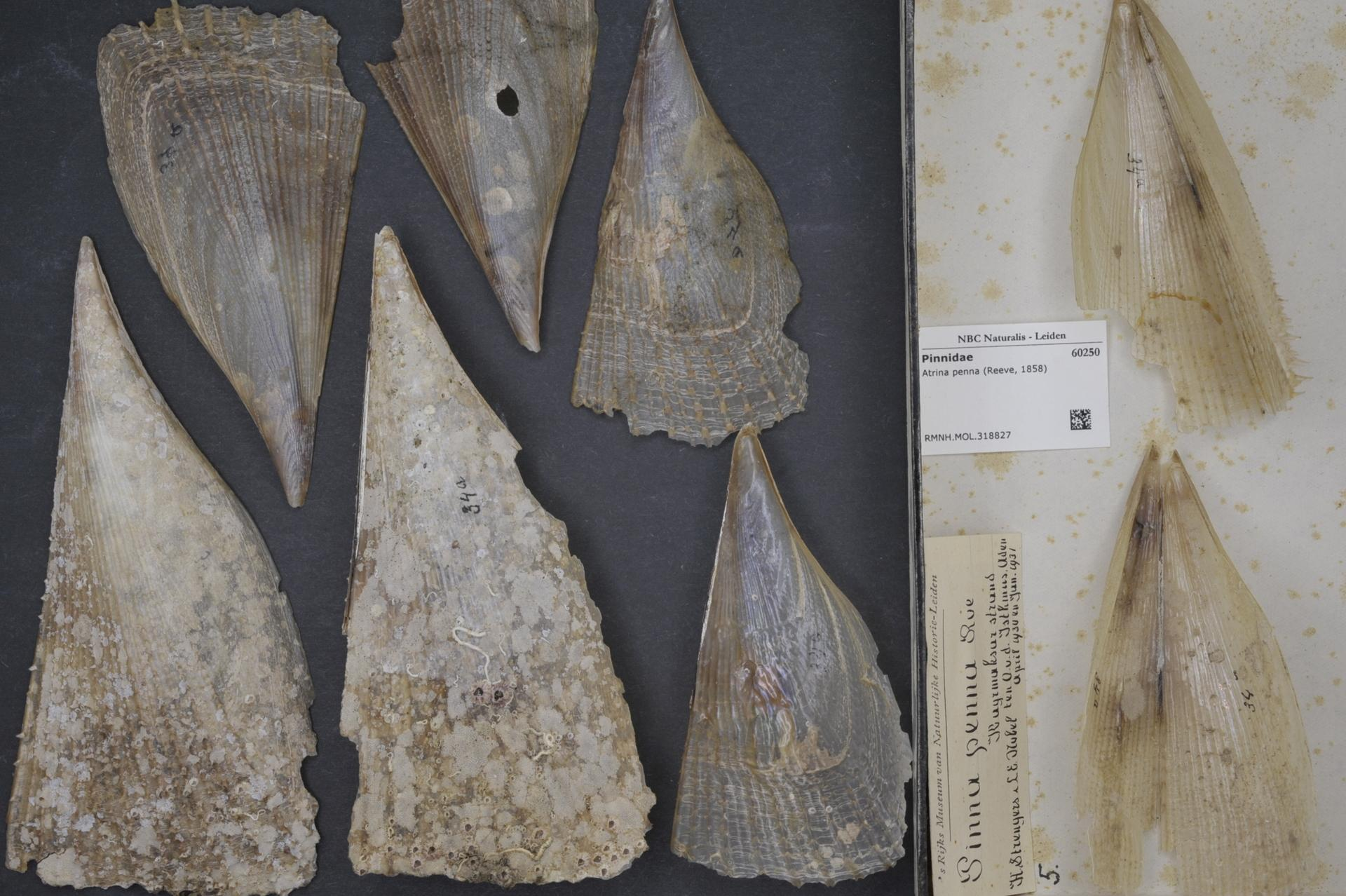
Atrina penna
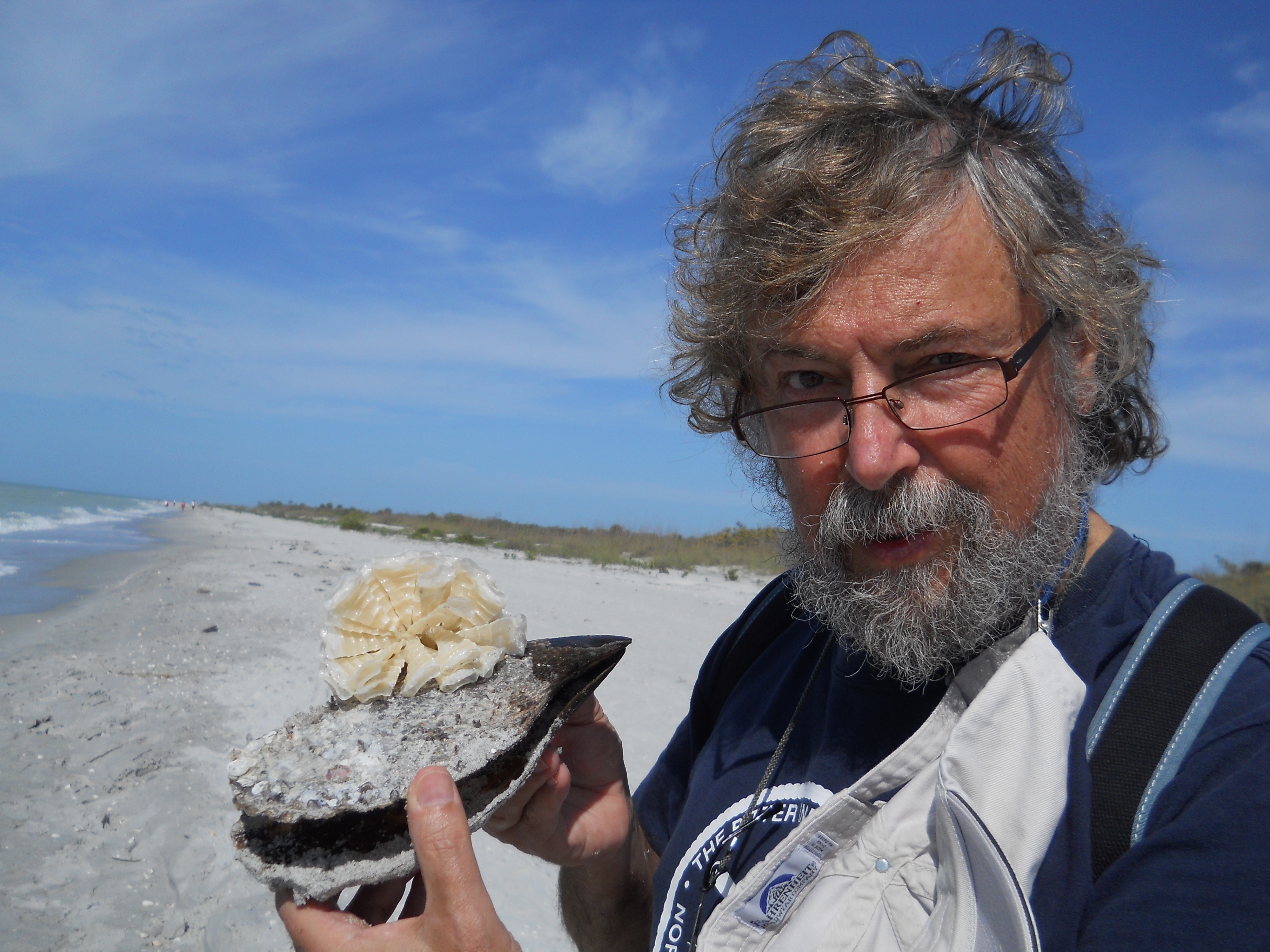
Atrina rigida
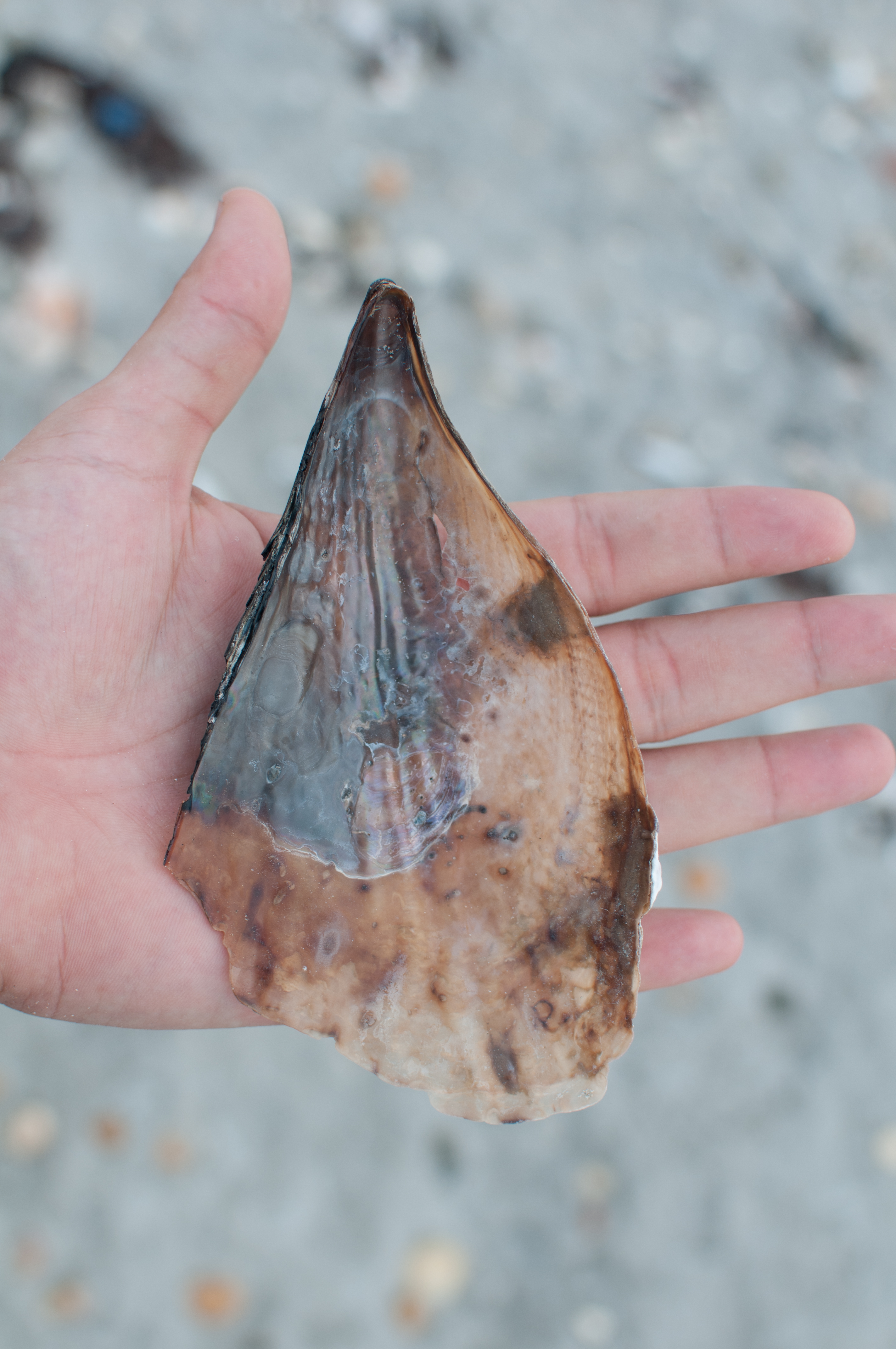
Atrina seminuda
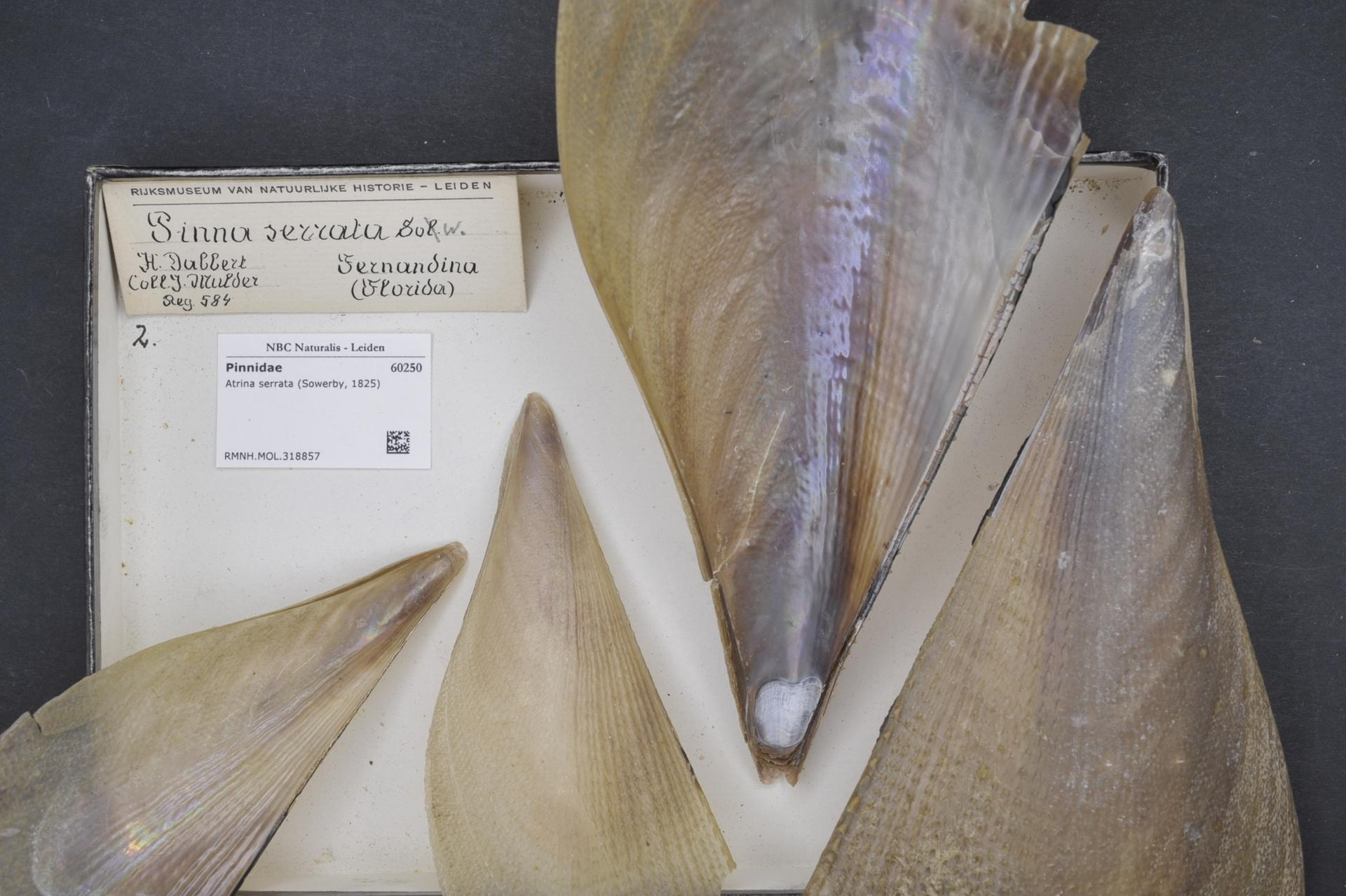
Atrina serrata
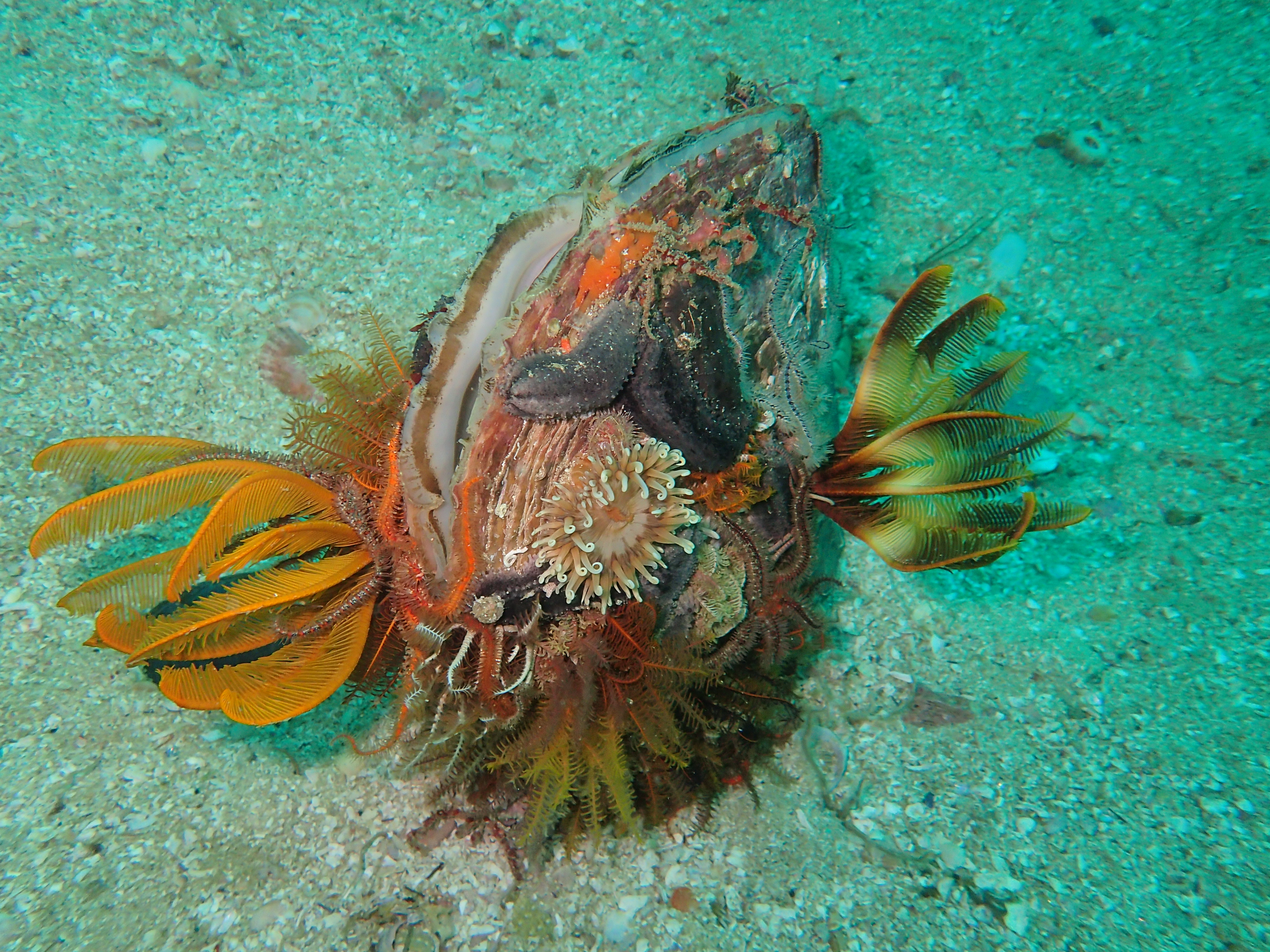
Atrina squamifera
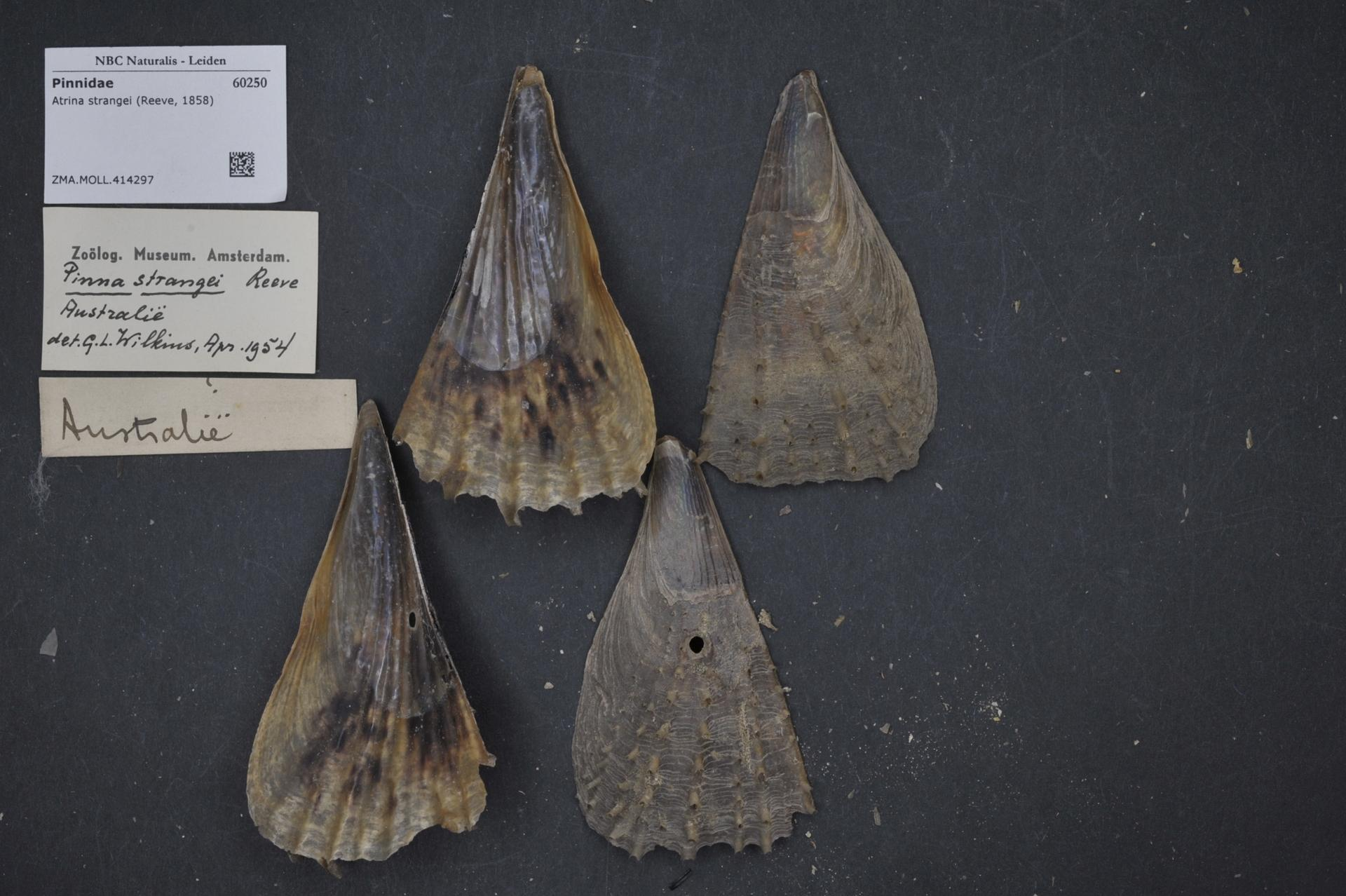
Atrina strangei
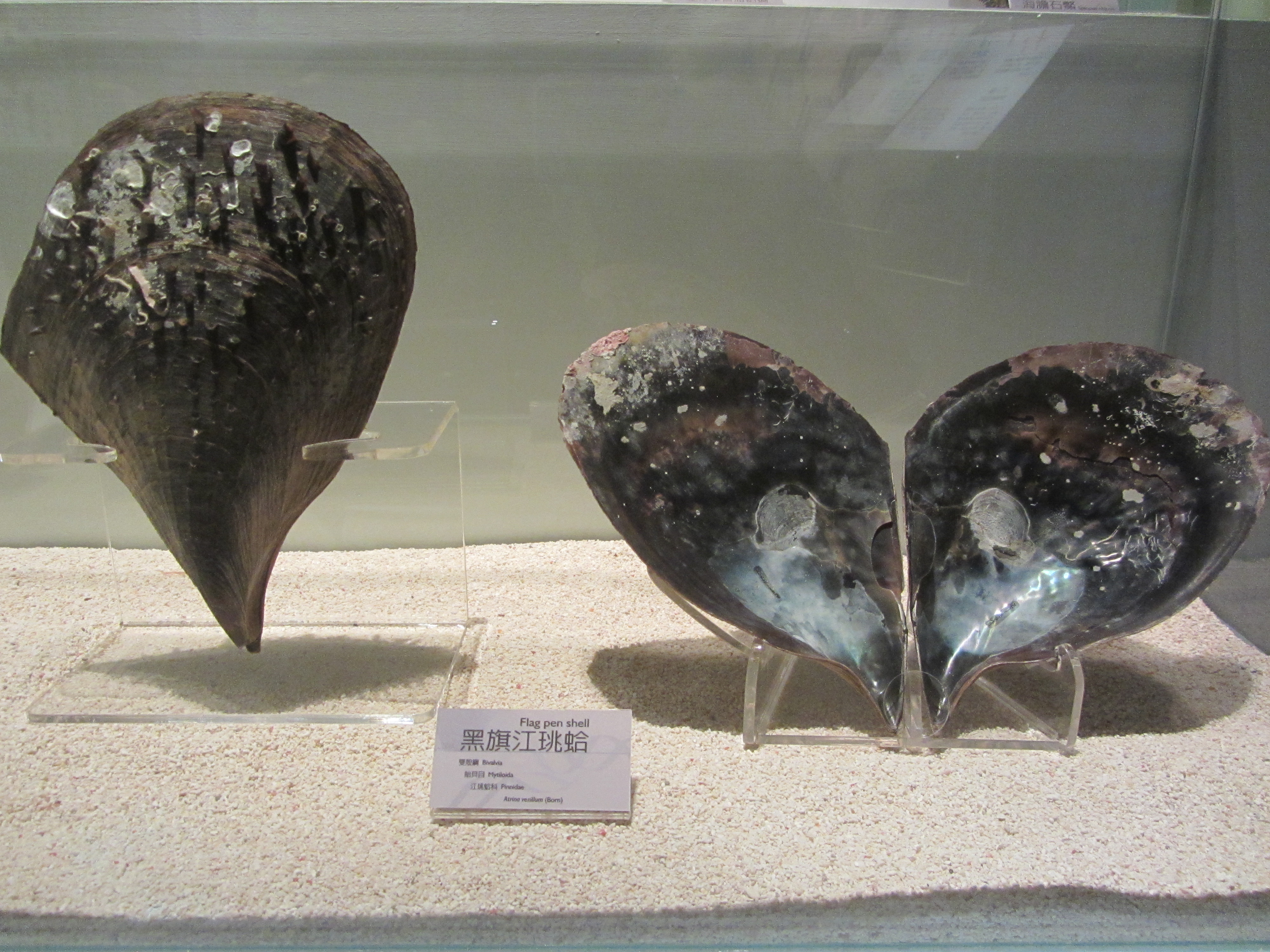
Atrina vexillum
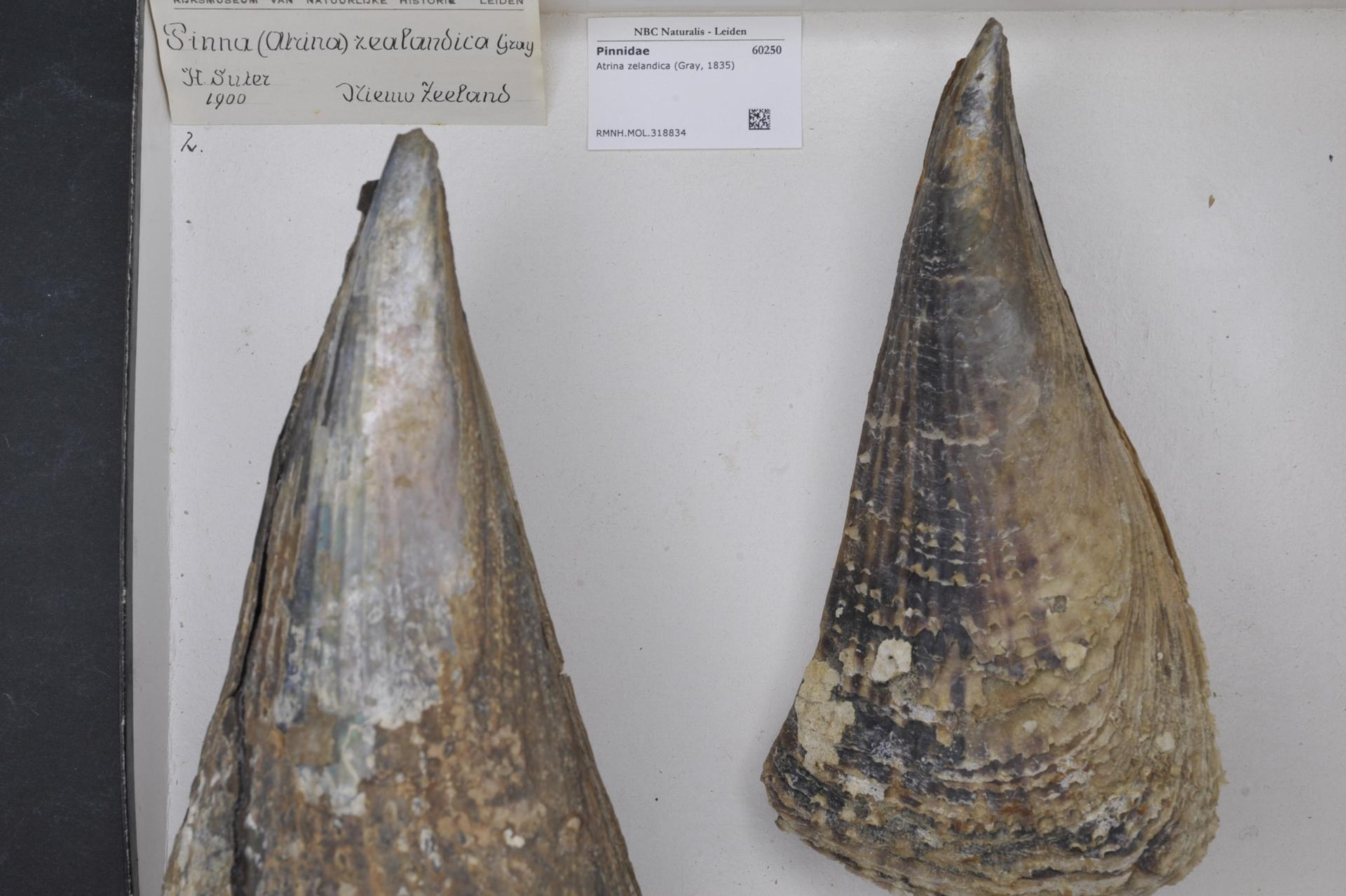
Atrina zelandica